# フローレンス・ラ・バディ
フローレンス・ラ・バディ（Florence La Badie, 1888年4月27日 - 1917年10月13日）は、アメリカ合衆国の俳優である。サイレント映画の草創期に活躍した。

## 来歴
1888年4月27日、ニューヨーク州ニューヨークに生まれる。生涯に20作以上のサイレント映画に出演した。主演作品も少なくない。
1917年8月28日、ニューヨーク州オシニングにて、婚約者だったダニエル・カーソン・グッドマンの運転していた車が丘の上から転落するという交通事故に巻き込まれた。グッドマンは軽傷で済んだものの、ラ・バディは重傷を負い、その傷が元で敗血症を併発して約1ヶ月半後の10月13日に29歳で死去した。

## 出演作品

### 映画
- Getting Even - (1909)
- In the Window Recess - (1909)
- Bobby, the Coward - (1910)
- The Broken Cross - (1911)
- How She Triumphed - (1911)
- David Copperfield - (1911)
- Enoch Arden - (1911)
- テンペスト/The Tempest - (1911)
- The Indian Brothers - (1911)
- The Blind Princess and the Poet - (1911)
- Paradise Lost - (1911)
- シンデレラ/Cinderella - (1911)
- ジキル博士とハイド氏/Dr. Jekyll and Mr. Hyde (1912)
- The Star of Bethlehem (1912)
- The Merchant of Venice - (1912)
- Undine - (1913)
- The Million Dollar Mystery - (1914-1915 シリーズ)
- フローレンスの冒険/The Adventures of Florence - (1915)
- The Country Girl - (1915)
- Monsieur Lecoq - (1915)
- The Fear of Poverty - (1915)
- The Return of Draw Egan - (1916)
- Ward of the King - (1916)
- Divorce and the Daughter - (1916)
- The Woman in White - (1917)(* extant Library of Congress)[1]
- War and the Woman (1917・遺作)

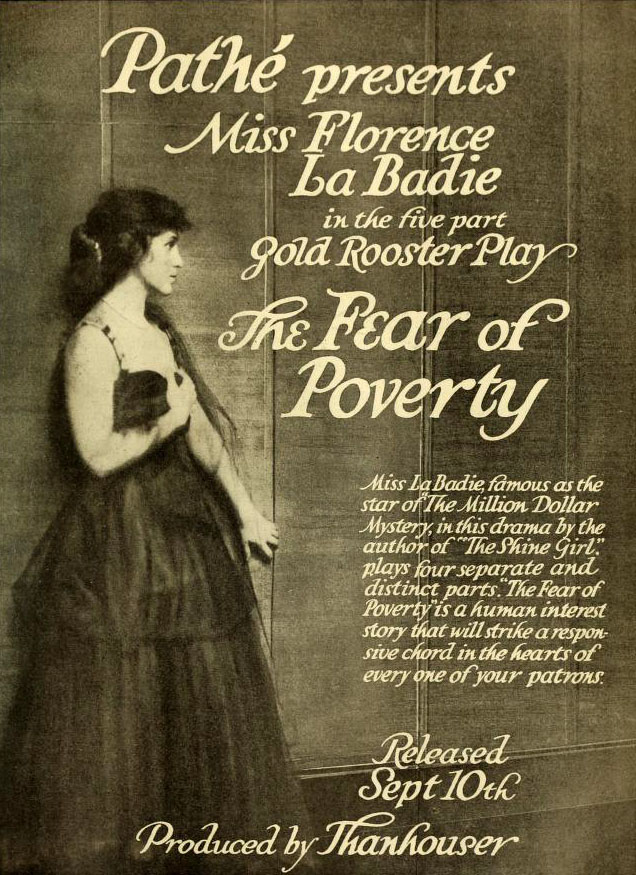
The Fear of Poverty (1916)
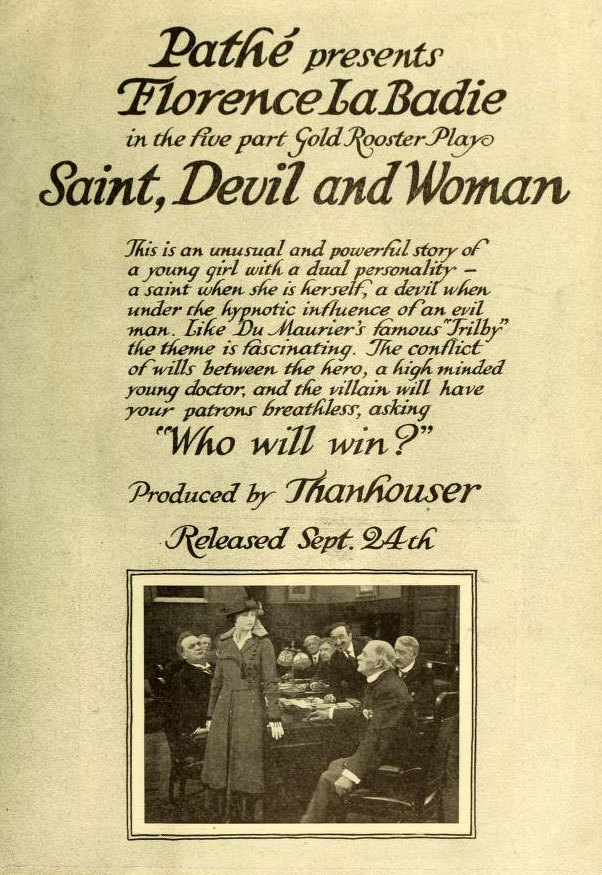
Saint, Devil and Woman (1916)
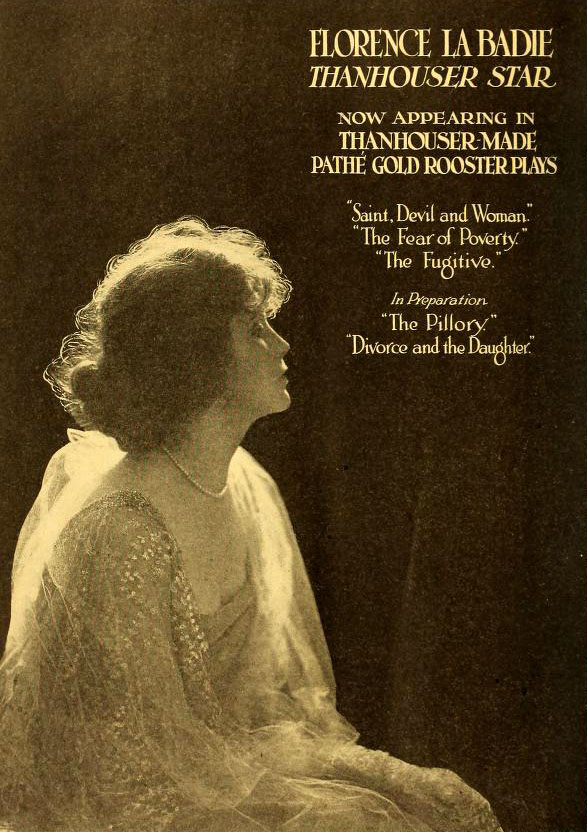
Advertisement (1916)
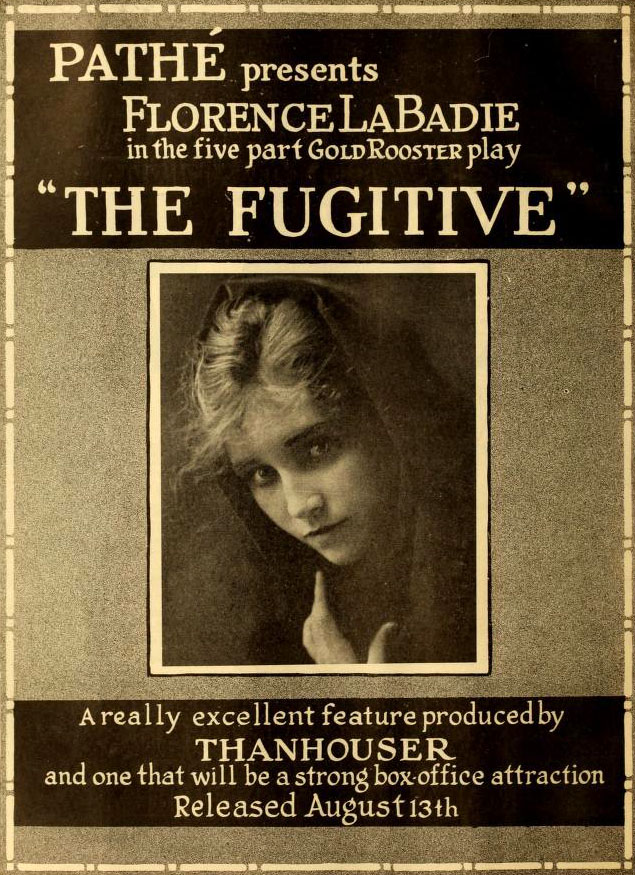
The Fugitive (1916)